# Cacozelia
Cacozelia is een geslacht van vlinders van de familie snuitmotten (Pyralidae), uit de onderfamilie Epipaschiinae.

## Soorten
- C. albimedialis Barnes & Benjamin, 1924
- C. basiochrealis Grote, 1878
- C. elegans Schaus, 1912
- C. interruptella Ragonot, 1888